# Мыза-Ивановка
Мы́за-Ива́новка — посёлок в Гатчинском муниципальном округе Ленинградской области.

## История
Посёлок Мыза-Ивановка образовался в результате слияния нескольких поселений на реке Ижоре. Этими поселениями были мыза Ивановка, деревня Турдия, деревня Мюлякюля и имение Штакеншнейдеров, позже известное, как посёлок Гатчинская Мельница.
На карте Ингерманландии А. И. Бергенгейма, составленной по шведским материалам 1676 года, в этом месте упоминается селение Gvarn Torp (швед. Quarn Torp — мельница сдаваемая в аренду).
На «Топографической карте окрестностей Санкт-Петербурга» Военно-топографического депо Главного штаба 1817 года обозначены две смежные деревни Кюрдия из 3 дворов каждая и при них мельница.
На «Топографической карте окрестностей Санкт-Петербурга» Ф. Ф. Шуберта 1831 года упомянута деревня Дурдилова из 3 дворов, а рядом Гатчинская Мельница.

ГАТЧИНСКОЙ МЕЛЬНИЦЫ — деревня принадлежит ведомству Гатчинского городового правления, число жителей по ревизии: 10 м. п., 12 ж. п.

МЮЛЛЯ КУЛЯ — деревня принадлежит ведомству Гатчинского городового правления, число жителей по ревизии: 12 м. п., 17 ж. п. 

ТУРУПЯ — деревня принадлежит ведомству Гатчинского городового правления, число жителей по ревизии: 15 м. п., 22 ж. п. (1838 год)

На картах Ф. Ф. Шуберта 1844 года и профессора С. С. Куторги 1852 года — не упоминаются.
В пояснительном тексте к этнографической карте Санкт-Петербургской губернии П. И. Кёппена 1849 года она записана как деревня Myllyn Kylä (Гатчинская Мельница) и указано количество её жителей на 1848 год: савакотов — 30 человек, ижоры — 9 м. п., 12 ж. п., всего 51 человек. Ижоры относились к православному Гатчинскому Госпитальному Павловскому приходу, савакоты — к лютеранскому приходу Скворица.

ГАТЧИНСКАЯ МЕЛЬНИЦА — деревня Гатчинского дворцового правления, по просёлочной дороге, число дворов — 2, число душ — 9 м. п.

МЮЛЯ КЮЛЛЯ — деревня Гатчинского дворцового правления, по почтовому тракту, число дворов — 5, число душ — 7 м. п.

ТУРДИИ — деревня Гатчинского дворцового правления, по просёлочной дороге, число дворов — 16, число душ — 18 м. п. (1856 год)

Согласно «Топографической карте частей Санкт-Петербургской и Выборгской губерний» в 1860 году деревня Гатчинская Мельница при Мызе Ивановка состояла из 3 крестьянских дворов, а смежная с ней Турдия и лежащая к западу Малая Пудость (Миллюкюля) из 3 и 4 дворов соответственно.

ГАТЧИНСКАЯ МЕЛЬНИЦА — деревня удельная при речке Ижорке, число дворов — 3, число жителей: 10 м. п., 12 ж. п.

ИОГАННЕРУ (ГАТЧИНСКАЯ МЕЛЬНИЦА) — деревня удельная при речке Ижорке, число дворов — 1, число жителей: 12 м. п., 17 ж. п.

МЮЛЛЮКЮЛЛЯ — деревня удельная при речке Пудости, число дворов — 4, число жителей: 11 м. п., 18 ж. п.; Лютеранская кирха.

МУКОМОЛЬНАЯ МЕЛЬНИЦА — деревня удельная при речке Ижорке, число дворов — 1, число жителей: 3 ж. п.

ТУРДИЯ (КЯМЯРЕВО) — деревня удельная при речке Ижорке, число дворов — 10, число жителей: 13 м. п., 20 ж. п.
(1862 год)

На топографической карте 1879 года обозначена Мыза Ивановка и при ней Гатчинская Мельница, а по смежеству деревни Турдия и Кямяря состоящие из 3 дворов каждая.

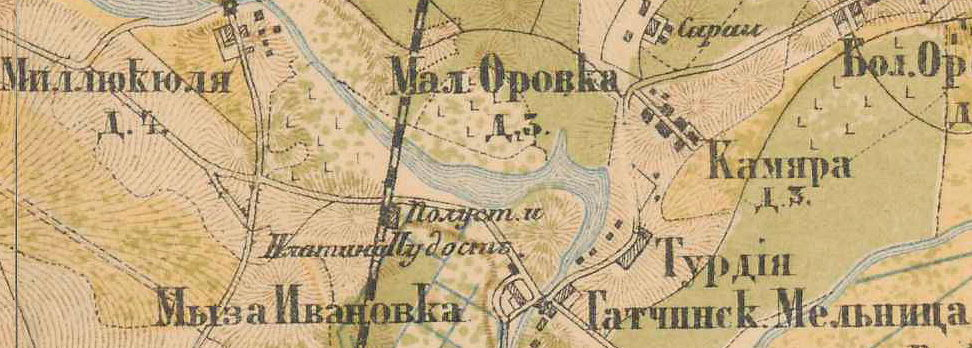
Деревня Мыза-Ивановка на карте 1885 года

Согласно материалам по статистике народного хозяйства Царскосельского уезда 1888 года мыза Ивановка (Гатчинская Мельница) площадью 72 десятины принадлежала наследникам жены полковника Н. В. Брянчаниновой, мыза была приобретена в 1876 году за 21 000 рублей. Имение сдавалось в аренду вместе с водяной мельницей и двумя дачами.
Ивановка и Гатчинская Мельница известны тем, что здесь бывали императоры Павел I и Александр II, писатели и поэты И. А. Гончаров, Я. П. Полонский, Игорь Северянин.
Игорь Северянин писал об этом посёлке:

Лето 1908 г. я проводил на мызе «Ивановка» (ст. Пудость, Балтийск. жел. дор.). Имение княгини Дондуковой-Корсаковой живописно: малахитно-прозрачная речка, знаменитая своими гатчинскими форелями; ветхая водяная мельница из дикаго камня; кедрово-пихтовый парк с урнами и эстрадами; охотничий дворец Павла I-го, с кариатидами и останками стильной мебели: грациозно-неуклюжие диваны «Маркиз», погасшия бра и проч. Усадьба находится в четырёх верстах от Гатчины. В парке всего три дачи, часто пустующие. Я занимал зелёное шалэ на самом берегу Ижорки.
В конце XIX — начале XX века мыза административно относилась к Гатчинской волости 2-го стана Царскосельского уезда Санкт-Петербургской губернии.
По данным «Памятной книжки Санкт-Петербургской губернии» за 1905 год Ивановская Гатчинская мельница площадью 76 десятин принадлежала генералу Брянчанинову.
С 1917 по 1923 год деревня Мыза-Ивановка входила в состав Пижемского сельсовета Гатчинской волости Детскосельского уезда.
С 1923 года в составе Сокколовского сельсовета Гатчинского уезда.
Согласно данным переписи населения СССР 1926 года в посёлке Ивановка-Мыза Сокколовского сельсовета Троцкой волости Троцкого уезда проживали 60 человек — русские, поляки и латыши.
С 1927 года в составе Гатчинского района.
С 1928 года в составе Пудостьского сельсовета. В 1928 году население деревни Мыза-Ивановка составляло 62 человека.

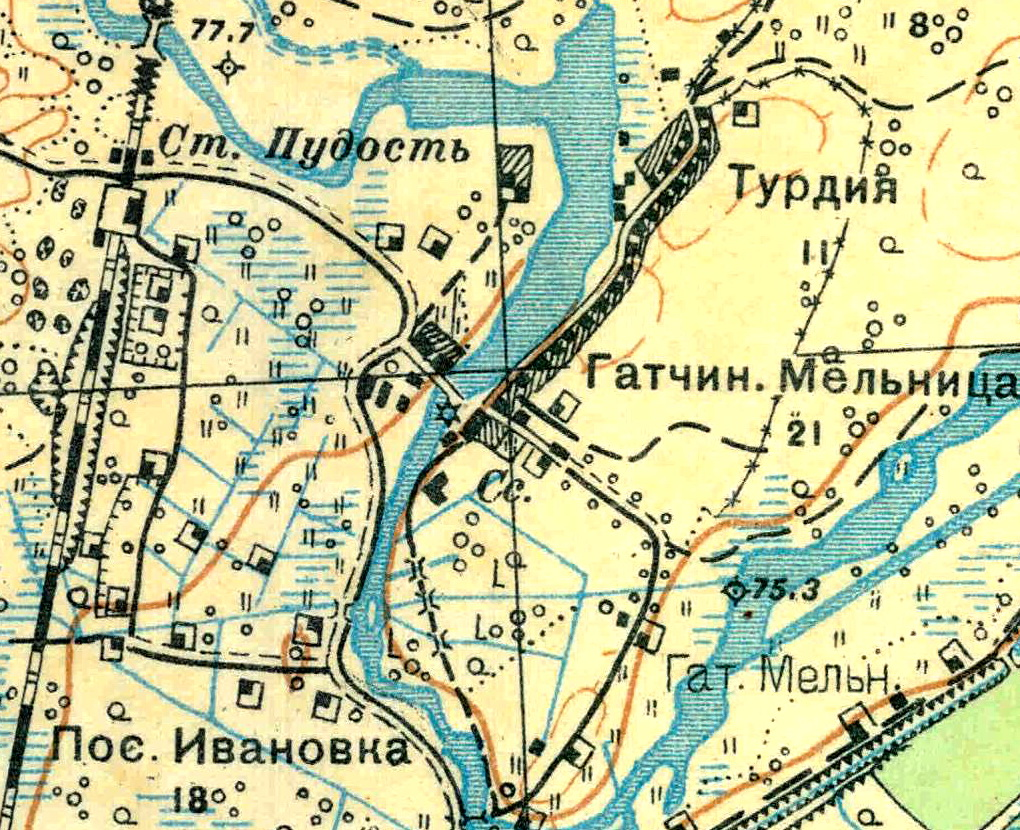
Деревня Ивановка на карте 1931 года

По административным данным 1933 года деревни Мыза Ивановка, Мельница, Ивановка, Мили-Кюля и Турдия входили в состав Пудостьского финского национального сельсовета Красногвардейского района. Деревня Мельница являлась центром Пудостьского сельсовета, состоящего из 22 деревень.
C 1 августа 1941 года конца января 1944 года деревня находилась в оккупации.
В 1958 году население деревни Мыза-Ивановка составляло 849 человек.
1 июня 1959 года к деревне Мыза-Ивановка была присоединена деревня Гатчинская Мельница.
По данным 1966 и 1973 годов в состав Пудостьского сельсовета входил посёлок Мыза Ивановка.
По данным 1990 года в состав Пудостьского сельсовета Гатчинского района входила деревня Мыза-Ивановка.
В 1997 году в деревне Мыза-Ивановка проживали 1113 человек, в 2002 году — 1125 человек (русские — 82%), в 2007 году в посёлке Мыза-Ивановка проживали 1128 человек, в 2010 году — 1182.

## География
Посёлок расположен в северной части района на автодороге 41К-466 (подъезд к ст. Пудость) в месте примыкания к ней автодороги 41К-218 (Малое Верево — Пудость).
Расстояние до административного центра поселения, посёлка Пудость — 3,5 км. Расстояние до районного центра — 6 км.
Посёлок находится на правом берегу реки Ижоры. К югу от посёлка протекает река Парица.
В посёлке расположена железнодорожная станция Пудость.

## Демография
| 2007 | 2010  | 2017  |
| ---- | ----- | ----- |
| 1128 | ↗1182 | ↗1200 |

### Национальный состав
Согласно данным Всероссийской переписи населения 2021 года в посёлке проживали 1684 человека, из них:
русские — 1540, цыгане — 41, финны и ингерманландцы — 16, украинцы — 14, армяне — 9, белорусы — 9, татары — 9, литовцы — 4, буряты — 3, немцы — 2, кабардинцы — 1, казахи — 1, молдаване — 1, чеченцы — 1, чуваши — 1, эстонцы — 1, другие национальности — 14 человек, остальные национальность не указали.

## Предприятия и организации
- Фельдшерско-акушерский пункт
- ГУ Гатчинская районная ветеринарная лаборатория
- Дорожное ремонтно-строительное управление

## Транспорт
От Гатчины до Мызы-Ивановки можно доехать на автобусах № 518, 533, 537.
От Пудости до Мызы-Ивановки можно доехать на автобусе № 519.
В центре посёлка располагается железнодорожная станция Пудость. Из-за неё посёлок часто тоже называют Пудость, что неправильно (посёлок Пудость находится в километре к северо-западу от ж/д станции).

## Достопримечательности
- Руины каменного здания водяной мельницы (построено в 1791 году для мельника Карла Штакеншнейдера, деда известного архитектора).
- Остатки дома «Розовая дача» (дом, построенный в начале XIX века по проекту А. И. Штакеншнейдера).
- Фундамент здания, называвшегося «Охотничий домик Павла I».

Все строения полностью разрушены, от мельницы осталась только часть наружных стен.
- Музей «Мельница Штакеншнейдера»
- Музей ингерманландских финнов[34]

## Фото

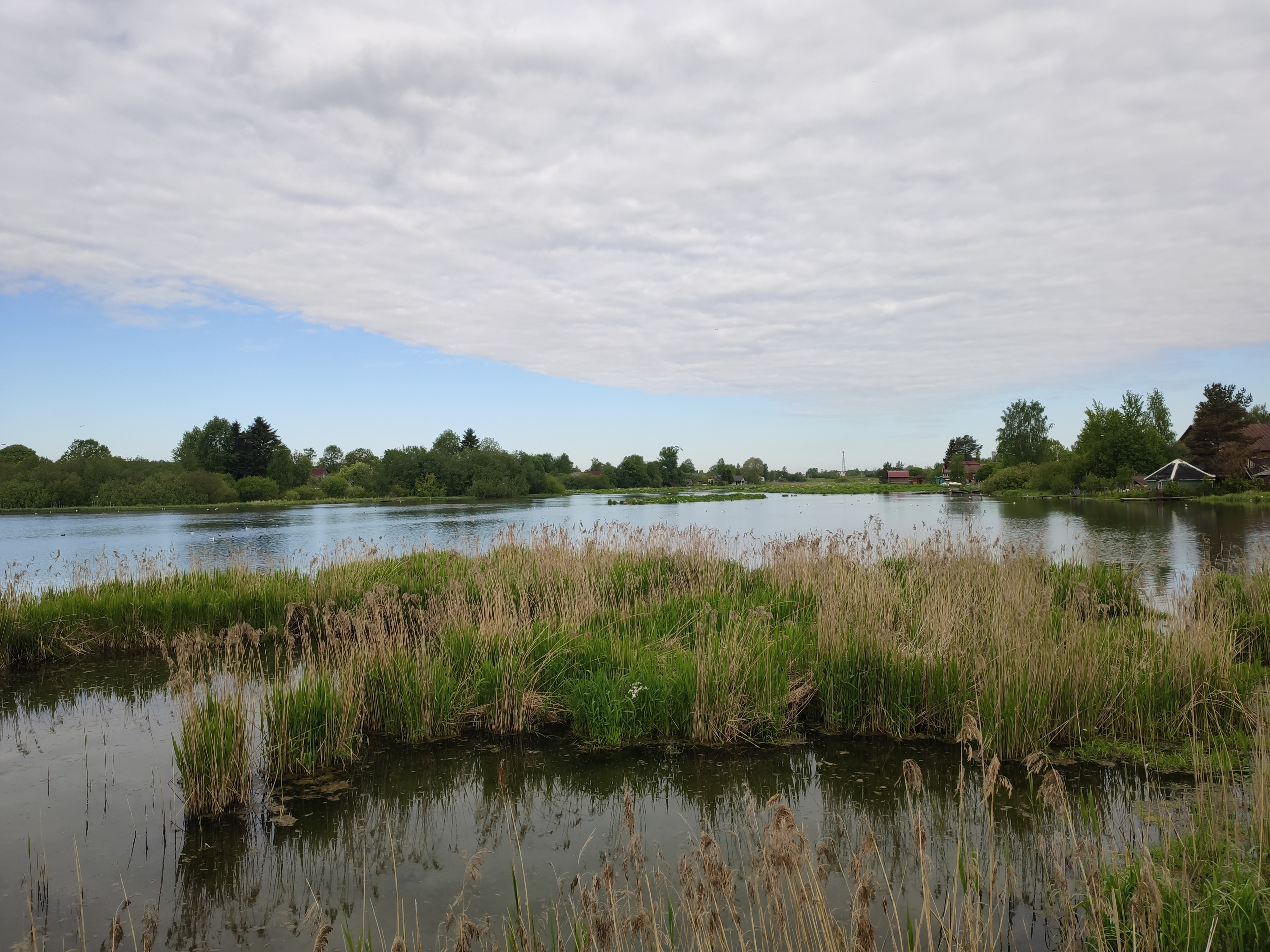
Вид на реку Ижора в посёлке
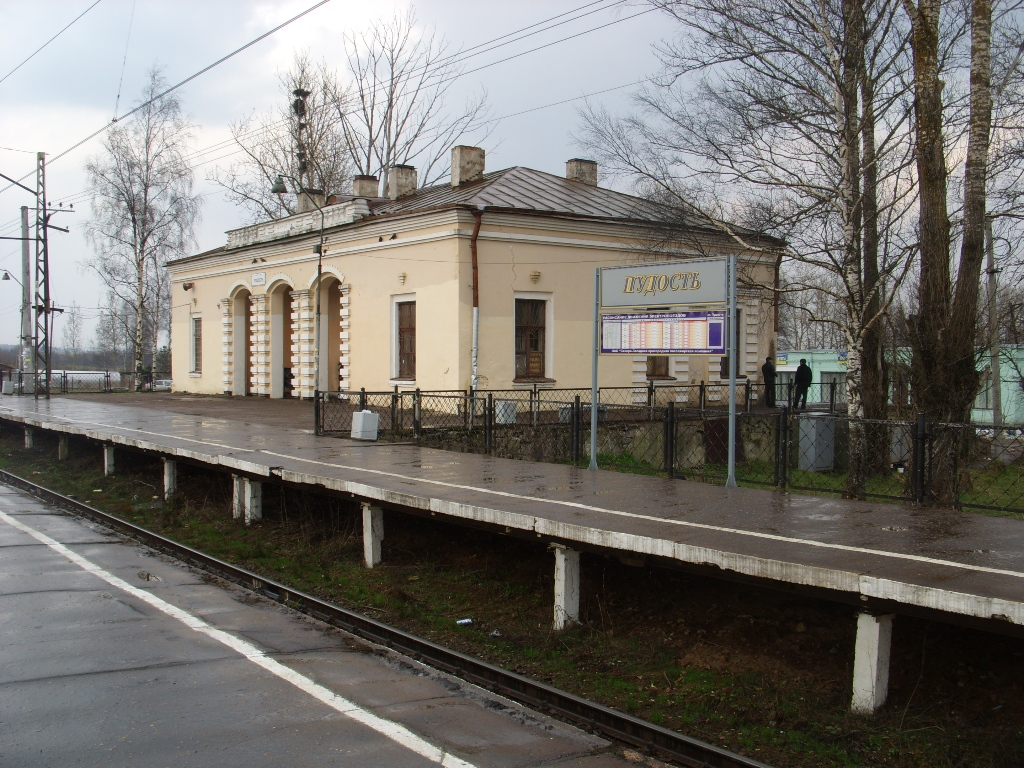
Станция Пудость

## Известные уроженцы
- А. В. Штакеншнейдер (1802—1865) — архитектор, действительный статский советник.
- Валерий Койванен (1941) — бронзовый призёр Кубка мира по метанию сапога[фин.][35][36].

## Улицы
4-я Тяговая Подстанция, Болотный переулок, Вокзальная, Гатчинская Мельница, Гатчинский переулок, Граничная, Железнодорожная, Железнодорожная казарма, Инкубаторная, Калинина, Коммунальная, Красина, Красная, Ленина, Лесной переулок, Мельничная, Мира, Нижняя, Новая, Ново-Ручейная, Озёрная, Парковая, Победы, Привокзальная, Рабочая, Речная, Ручейная, Советская, Средний переулок, Станционный переулок, Угловая, Шоссейная.